# بيرقدار تي بي 2
بيرقدار القلعة هي طائرة تركية بدون طيار على ارتفاع متوسط وقادرة على التحكم عن بعد أو عن طريق عمليات الطيران المستقلة التي تصنعها شركة بايكار التركية وهي تابعة لسلاح الجو التركي 
يتم مراقبة الطائرة والتحكم بها من قبل طاقم الطائرة في محطة التحكم الأرضية، بما في ذلك استخدام الأسلحة.
إن بيرقدار اثنان هي أول طائرة بدون طيار منتجة محليًا في تركيا طورتها شركة شركة بايكار التركية في منتصف عام 2010.

## الاختبار
أصابت الطائرة الأهداف المحددة بشكل دقيق، من على بُعد 5 كلم ومن ارتفاع 18 ألف قدم، وفي ظل ظروف جوية قاسية حيث كانت درجات الحرارة 17 درجة تحت الصفر في اختبار أجري لها عام 2015 
واُسْتُخْدِم صاروخ محلي الصنع من طراز "MAM-L" المصنوع من جانب شركة روكيتسان التركية.
ويمكن لطائرة «بيرقدار تي بي 2» التحليق حتى ارتفاع 20 ألف قدم، وحمل أوزان تصل 150 كلغم، والطيران 24 ساعة متواصلة، كما تتمتع بميزة الاستطلاع الليلي وإمكانية إجراء مهام المراقبة والاستكشاف والتدمير الآني للأهداف.
يشار أن تركيا إحدى 6 دول فقط في العالم لديها القدرة على إنتاج طائرات دون طيار مسلحة ومزودة بقنابل ذكية وأنظمة إلكترونية متطورة.

## مراحل الإنتاج
- بدأت تركيا المرحلة الأولى من تطوير نموذج الطائرة المسيرة “بيرقدار TB2” عام 2007.[16]
- أجرت الطائرة أولى رحلاتها، في حزيران/يونيو 2009.[17]
- بدأت تركيا بتطوير المرحلة الثانية والإنتاج، في كانون الأول/ديسمبر 2011.[18]
- انطلقت المرحلة الثانية، في كانون الثاني/يناير 2012.[19]
- أجريت أولى التجارب، في نيسان/أبريل 2014.[20]
- وسلمت أول 6 طائرات للقوات البرية التركية، في تشرين الثاني/نوفمبر 2014.[21]
- ثم تم تسليم 6 طائرات أخرى للقوات البرية، في حزيران/يونيو 2015، لتدخل الطائرة الخدمة رسميا في القوات التركية منذ ذلك الحين.[22]

## ميزات الطائرة
- يتكون نظام الطائرة المسيرة “بيرقدار TB2” من 6 مركبات جوية (طائرات) ومحطتين أرضيتين للتحكم والسيطرة، و3 محطات للبيانات الأرضية، ومحطتين للفيديو، إضافة إلى معدات للدعم الأرضي.
- تُصنف “بيرقدار TB2” ضمن الطائرات العسكرية التكتيكية (مراقبة وهجوم).[23]
- يمكنها التحليق على ارتفاع (20 ألفا إلى 27 ألف قدم) نحو 8 آلاف متر، وحمل معدات بوزن 150 كغ، والطيران حتى 25 ساعة متواصلة.[24]
- وتتمتع بإمكانية إجراء مهام المراقبة والاستكشاف والتدمير الآني للأهداف خلال الليل والنهار.[25]
- وتعمل على تزويد مراكز العمليات للقوات المسلحة التركية بمعلومات آنية ترصدها خلال مهمتها بالأجواء.[26]
- وهي قادرة على استهداف التهديدات المحددة بذخائر وصواريخ محمولة على متنها[27]

## المستخدمون
أذربيجان
- القوات الجوية الأذرية[28]

 ليبيا
- حكومة الوفاق الوطني (ليبيا)[29]

 قطر

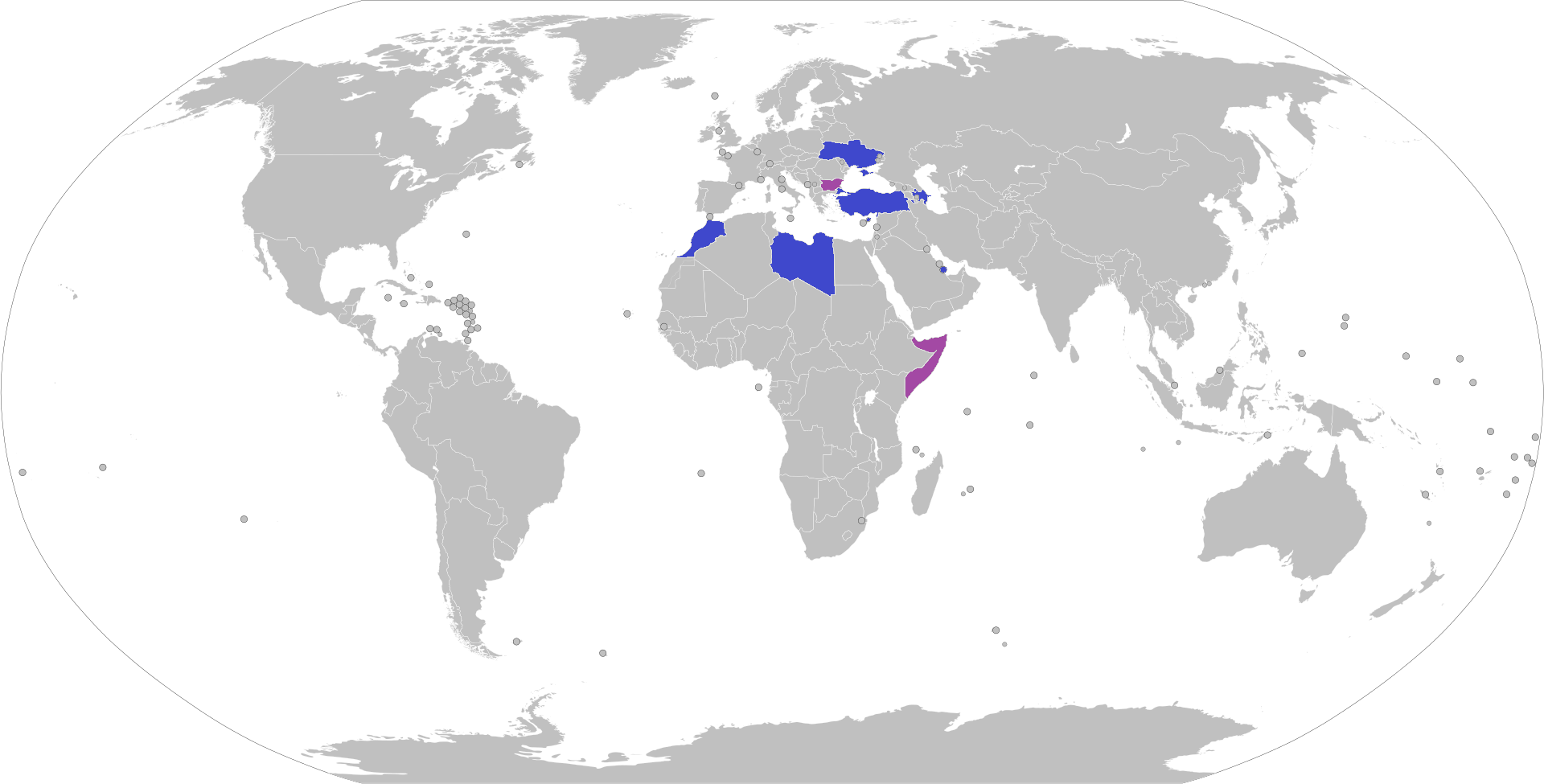
خريطة مشغلي Bayraktar TB2 باللون الأزرق

- القوات الجوية الأميرية القطرية 6 في الخدمة[30]

 تركيا
- القوات الجوية التركية - 110 في الخدمة[31]
- قوات الدرك (تركيا)
- المديرية العامة للأمن التركي

 أوكرانيا
- القوة الجوية الأوكرانية - 6 في الخدمة وقد تم طلب المزيد[32][33]

### المستخدمون المحتملون
صربيا: صرح الرئيس الصربي ألكسندر فوتشيتش أن الطائرات التركية بدون طيار جيدة جدًا وأنهم مهتمون بهذه المركبات.
 المغرب 12 طائرة تحت الطلب.
 بولندا. تعقد صفقة عسكرية مع تركيا لشراء 24 طائرات بيرقدار